# 2007年香港區議會選舉
2007年香港區議會選舉是香港特別行政區成立後的第3屆香港區議會選舉，於2007年11月18日舉行。是次選舉重選香港十八區區議會共405個民選的議席。

## 背景
香港的政治情勢在2003年香港區議會選舉之後的起了重大變化。
香港特區行政長官董建華於2005年辭職，由公務員出身的曾蔭權繼任特首。香港特區政府於2005年提出的政制改革被立法會泛民主派議員否決，但由於香港經濟在中央政府落實自由行及銀行推行人民幣業務而好轉，社會怨氣漸漸得以化解。在2007年3月的行政長官選舉中，曾蔭權以高民望及建制派壟斷特首選舉委員會優勢之下，以壓倒性的優勢擊敗泛民主派支持的對手梁家傑（公民黨）。同年5月，東九政壇出現新格局；民建聯之施能熊成功擊敗林輝取得民主黨籍原區議員歐玉霞離世後遺缺。
同時，部分借助七一效應而當選的泛民主派區議員，政績並不理想。而2005年政改失敗，有人認為民主派應負上一定程度的責任；此外，選舉管理委員會因人口增長而重劃選區，部份重新劃分的區議會選區正是對民主派佔有優勢的選區，使他們選舉策略因選區劃界而打亂。
今次區議會選舉的成敗，對2008年立法會選舉有相當的影響，所以各政黨均全力準備今次選舉，期望能夠增加議席。

## 各政黨形勢

### 建制派
上次區議會選舉中，民建聯因為七一效應，席次大幅滑落。經過了四年的光景，他們漸漸在地區工作中回復元氣。他們期望籍支持曾蔭權政府，以曾蔭權的高民望使他們政黨的選票有所著益，加上一些上次籍七一效應當選的泛民主派議員的工作不太理想。於是他們再次重獲信心，他們希望籍今次選舉，能夠奪回失去的議席，並能夠擴張勢力。
- 民主建港協進聯盟：民建聯自2003年區議會選舉大敗後，雖然在2004年立法會選舉有所斬獲，但他們加緊在地區工作。在以後的區議會補選中，建制派接連勝出，尤其民建聯亦有所斬獲。令他們自信民主派漸漸失去人心。2007年，民建聯宣佈黨員突破一萬。他們已派出不少人士到社區服務，對是次選舉充滿信心。儘管黨主席馬力的「六四屠城論」引來社會反感，但他們以強大地區網絡在啟業選區戰勝無黨籍民主派人士，使他們更自滿。馬力於8月8日因癌症去世後，他所遺下的立法會席次需要補選。雖然大多香港島選民，特別是北角一帶的選民都支持民建聯，但因《立法會條例》規定議席懸空時期與任期結束間隔超過四個月，需要在空缺刊憲後120日內進行補選，會在12月2日進行補選，各方陣營除了爭取這個席位以外，還會因此而引發政府刻意冷處理的政改爭論及文化保育的爭論，對支持政府的民建聯來說，將會是一次又一次的打擊，民建聯的區議會席次可能更會被這次的政治風潮所影響。但今次區選證明了民建聯不但沒有受此影響，更成為區議會第一大政黨。
- 香港工會聯合會：工聯會是各大建制派政黨中歷史較長的組織。但工聯會一直不單獨以組織的名義參與選舉，會員大多加入民建聯，以「民建聯＋工聯會」的名義參選。但近年漸漸開放，先有2004年陳婉嫻以工聯會的名義出選後，工聯會的地區幹事們漸漸只使用工聯會的名義進行地區工作。自從民建聯與港進聯合併後，政策漸漸向工商界靠攏。而工聯會亦因為政策為立足於基層，於是三名立法會議員的投票取向與民建聯不一致。有傳勞工界議員王國興有意參選新界西選區。加上上次立法會選舉，陳婉嫻在九龍東的得票為五張當選名單之末，未來九龍東的立法會議席將會減少一席，所以是次區議會選舉對工聯會來說，是非常重要的，而且是鞏固地區根基及測試民意的第一步。
- 自由黨：自由黨在2004年取得兩席地方選區立法會議席後，一直在地方佈局及招兵買馬，招攬一些現任的區議員加入。他們在區議會中的議席，委任議席較多，例如立法會議員張宇人是東區區議會委任議員。一些委任議員打算轉跑道到地區參與地區直選。自由黨期望籍今次選舉使他們在地區的根基更鞏固。因為政界一直盛傳，航運交通界立法會議員，內務委員會主席劉健儀打算到香港島參與地區直選，代替范徐麗泰的席次及參選立法會主席，這一仗對他們來說，是不容有失的。
- 公民力量：主要活躍於新界沙田、馬鞍山和將軍澳，成員與民建聯有密切聯繫（如劉江華同時為兩組織成員）。
- 匯賢智庫：儘管匯賢智庫是一智囊組織，由前保安局局長葉劉淑儀成立；但匯賢智庫於香港島設立地區事務處，刻意經營中產階級以及公務員選票。葉劉淑儀已經宣佈參與補選，並代表建制派出戰，儘管表面上勝算不高，但他們期望藉區議會選舉測試其支持度，並同時在地方建立據點，使葉劉淑儀再出戰2008年香港立法會選舉增加機會，期望取代不連任的立法會主席范徐麗泰的席次。

### 泛民主派
2007年7月4日，泛民主派完成初步的出選選區分配合作，民主黨將會出選近三分之一的選區。他們希望在每一個選區至少有一名成員參選。另外，泛民主派將會統一地以「民主」的圖標及「泛民區選聯盟」作為「團隊」競選，為選民可以清晰地知道。但大約十數個選區仍然尚待協調。其中，社會民主連線對結果不甚滿意。
2007年8月21日，泛民主派的成員召開會議，宣布泛民主派在每個選區只會派出一名成員來參選，以免票源分散。
2007年9月23日，泛民主派召開記者會表示出選選區的分配工作完成，但將會有7個選區會出現民主派對民主派的情況出現，尤其是公民黨對社民連，是自1980年代最少民主派對民主派的一次。
- 民主黨：民主黨雖然在2003年區議會選舉成為區議會中最大民主派政黨。但是2004年立法會選舉由於過份催票使何秀蘭落選。2006年公民黨、社民連成立，在爭取中產階級及激進支持者的支持中遇上強勁對手。同時黨內主流派與少壯派內鬥日漸激烈，更爆出了真兄弟事件和歐玉霞辭世，傳出有中共特務潛入黨中，公佈黨內秘密，引致主流派與少壯派的進一步內鬥，使黨的形象日漸低落，李永達宣佈不連任後，在遊行後遇襲的何俊仁當選主席。民主黨面對著中產的公民黨，左翼的社民連，在面對建制派的同時，亦面對著同室操戈的局面。
- 公民黨：公民黨由支持民主的精英人士組成。入黨的門檻相對其他民主派政黨高，雖然他們擁有六席以上立法會席次的實力，但是他們的地區實力薄弱。區議員只有七席，他們派出人員於地區工作，並打算派出黨員挑戰建制派議員。
- 社會民主連線：社會民主連線自許是民主派中的「貨真價實的左派」，他們不滿民主黨及公民黨以大黨的身份控制民主派的一切。他們在特首選舉不支持梁家傑；在民主派反對小圈子選舉的遊行中與其他民主派爆發罵戰，指梁家傑不應該一方面反對，一方面參與這個小圈子選舉。社民連成立後有不少區議員加入，這次選舉成為他們保衛席次及開展勢力的攻防戰。但同時有在某些選區上與公民黨「撞區」，例如荃灣梨木樹西選區，現任區議員公民黨的黃家華對碰上任區議員社民連的林超倫。

## 各政黨選舉陣容
- 建制派：

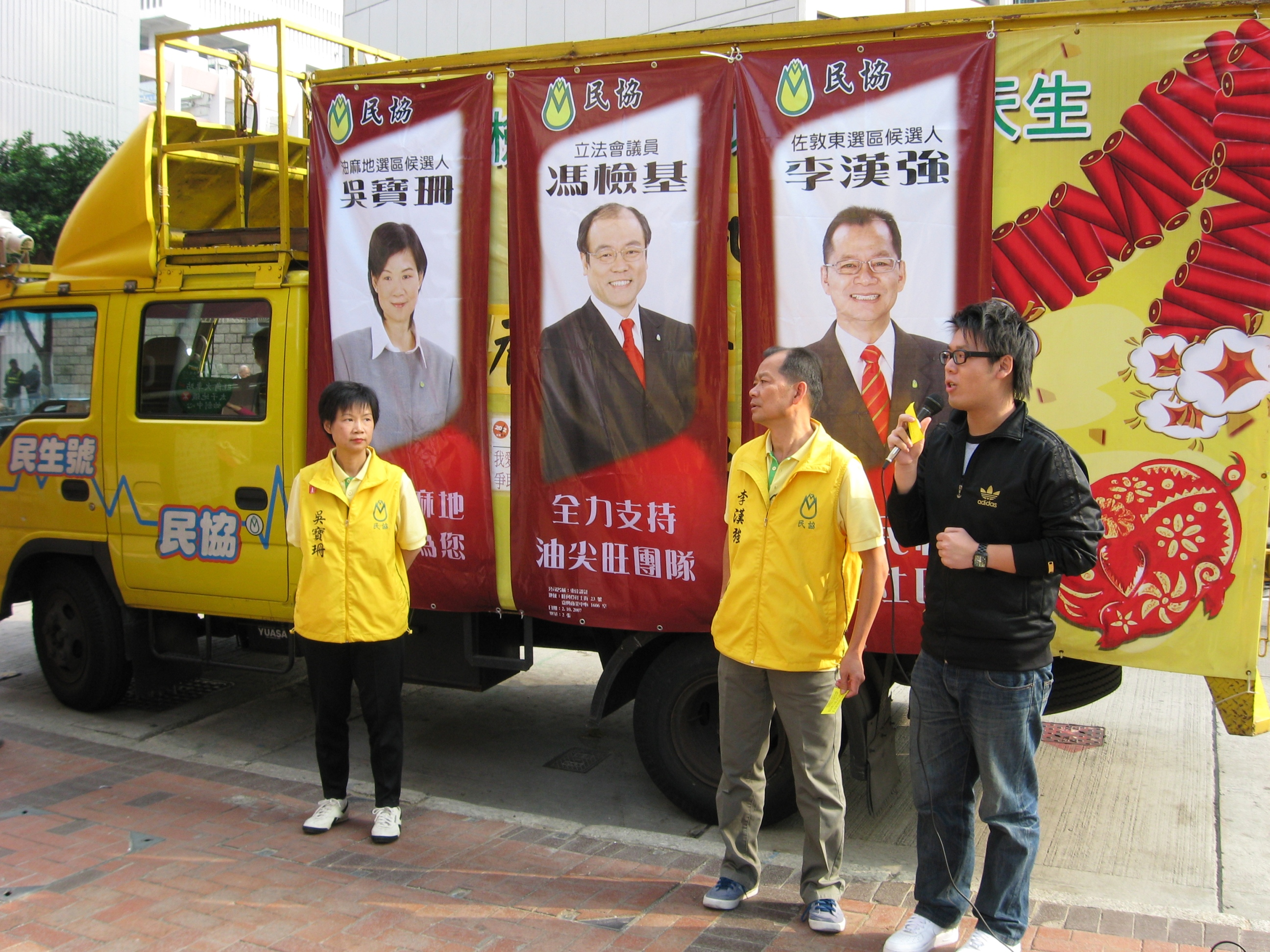
民協的競選活動

  - 民建聯：該黨表示會派出177人參加區議會選舉，副主席劉江華表示已和友黨溝通，避免在同一選區競爭[1]。
  - 自由黨：56人參選。原為80人，黨主席田北俊解釋因各種私人理由使黨員未能出選。
  - 公民力量：20人參選，分別參選沙田區（15人）和西貢區（4人）的區議會，其中4人自動當選。
  - 匯賢智庫：4人參選。但全不以匯賢智庫名義出選。
  - 工聯會：32人參選，其中4人只以工聯會名義出選，其中2人不以工聯會名義出選，其餘候選人均以民建聯及工聯會名義出選。
  - 新論壇：11人參選，該黨的所有候選人的政治聯繫均報稱獨立。
- 泛民區選聯盟：約387人參選，分配工作完成，但將會有7個選區會出現民主派對民主派的情況出現，是自1980年代最少民主派對民主派的一次。
  - 公民黨：派出42人參選，希望有最少15當選，新界西佔12人，港島10人等，包括4大律師，3律師，2會計師，3工程師。
  - 民主黨：109人參選，其中1人不以民主黨名義出選。
  - 社民連：31人參選，其中有6人為現任區議員，其中1人提名無效，其餘24人為新人。
  - 民協：38人參選，其中有13人首次參選。
  - 前綫：15人參選，其中1人不以前綫名義出選。
  - 街工：5人參選。
  - 職工盟：3人參選。其中1人不以職工盟名義出選。
  - 公民起動：2人參選。
  - 民主陣線：13人參選，其中2人不以民主陣線名義出選。
  - 婦女參政網絡：
  - 香港南溪行：5人參選，其中3人不以香港南溪行名義出選。
  - 南方民主同盟：2人參選。
  - 中國工黨：3人參選。

## 選舉當日
全港共488個投票站於當天早上7時半開放，並於晚上10時半關閉，並隨即轉為點票站。其中273個選區只有1個投票站、72個選區有2個投票站、14個選區有3個投票站、設有4個投票站及6個投票站的各有2個選區，而有一個選區則設有9個投票站。
全港364個選區共逾114萬張選票，在選舉翌日（11月19日）清晨4時10分點算完畢；首個點票結果（觀龍選區）在零時37分公布。投票當日大致順利，當局在選舉日共處理了約2000宗與選舉有關的投訴，主要是有關選舉廣告、在投票站外的禁止拉票區進行非法拉票活動及滋擾選民。

## 投票率
| 年份 時間 | 1994  | 1999   | 2003   | 2007   |
| --------- | ----- | ------ | ------ | ------ |
| 08:30     | 0.8%  | 0.85%  | 1.06%  | 1.08%  |
| 09:30     | 2.3%  | 2.72%  | 3.3%   | 3.3%   |
| 10:30     | 4.6%  | 5.43%  | 6.59%  | 6.26%  |
| 11:30     | 7.1%  | 8.41%  | 10.12% | 9.5%   |
| 12:30     | 9.4%  | 11.09% | 13.44% | 12.34% |
| 13:30     | 11.4% | 13.41% | 16.27% | 14.83% |
| 14:30     | 13.5% | 15.79% | 19.38% | 17.48% |
| 15:30     | 15.5% | 18.01% | 22.27% | 20.05% |
| 16:30     | 17.6% | 20.46% | 25.27% | 22.68% |
| 17:30     | 19.7% | 22.89% | 28.3%  | 25.3%  |
| 18:30     | 21.9% | 25.5%  | 31.35% | 28.07% |
| 19:30     | 24.1% | 27.9%  | 34.36% | 30.63% |
| 20:30     | 26.5% | 30.3%  | 37.33% | 33.19% |
| 21:30     | 29.5% | 32.98% | 40.68% | 35.97% |
| 22:30     | 33.1% | 35.82% | 44.1%  | 38.83% |

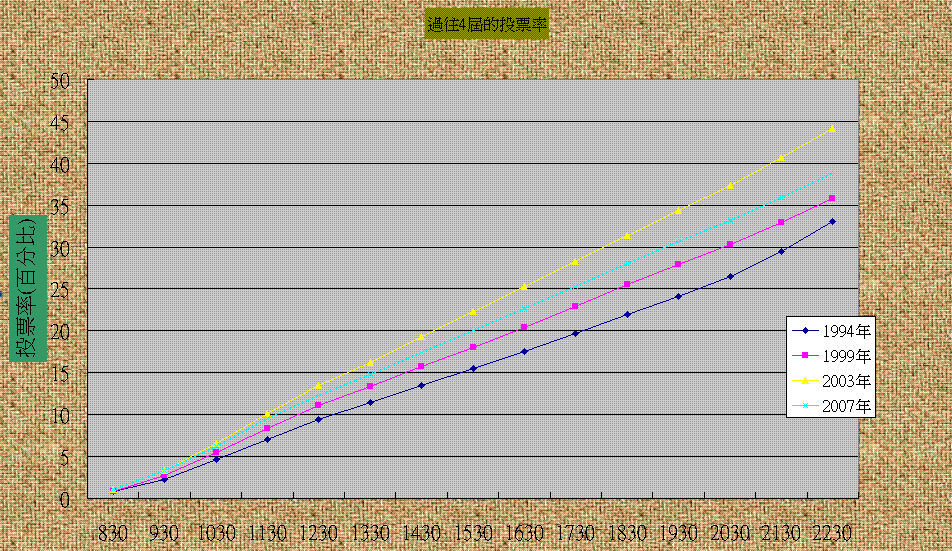
過往四屆區議會選舉按時投票率變化

可見今屆選舉投票率比上一屆低，但由於上屆區議會選舉正受七一效應影響，投票率急升，故不應作直接比較。

## 選舉結果
| 組織           | 政黨 | 政黨                           | 議席 | %     | ±   |
| -------------- | ---- | ------------------------------ | ---- | ----- | --- |
| 建制派         |      | 民建聯                         | 103  | 25.43 |     |
| 建制派         |      | 工聯會                         | 1    | 0.25  |     |
| 建制派         |      | 同時代表民建聯及工聯會的區議員 | 14   | 3.46  |     |
| 建制派         |      | 公民力量                       | 18   | 4.44  | +1  |
| 建制派         |      | 自由黨                         | 14   | 3.46  | +2  |
| 建制派         |      | 新論壇                         | 6    | 1.48  |     |
| 建制派         |      | 勞聯                           | 1    | 0.25  |     |
| 建制派         |      | 獨立建制派                     | 145  | 35.63 |     |
| 泛民主派       |      | 民主黨                         | 58   | 14.32 | -35 |
| 泛民主派       |      | 民協                           | 16   | 3.95  | -9  |
| 泛民主派       |      | 公民黨                         | 8    | 1.97  |     |
| 泛民主派       |      | 社民連                         | 6    | 1.48  |     |
| 泛民主派       |      | 街工                           | 4    | 0.99  | +1  |
| 泛民主派       |      | 前綫                           | 3    | 0.74  | -3  |
| 泛民主派       |      | 民主陣線                       | 1    | 0.25  | -3  |
| 泛民主派       |      | 獨立泛民主派                   | 10   | 2.47  |     |
| 總數           | 總數 | 總數                           | 405  | 100   | +5  |
| 投票率：38.83% |      |                                |      |       |     |

建制派
- 民建聯：議席比上屆增加53席，達115席，當選率66%為歷年之最（其後加至119席）。
- 自由黨：得14席，雖比上屆多兩席，但當選率由48%大幅滑落到25%。
- 工聯會：只以工聯會名義參選的候選人，得1席。至於民建聯勝出的117席之中，其中14席是同時有工聯會身份，即是工聯會總共得15席，當選率為50.0%（基數為30位有以工聯會名義參選的候選人）。
- 公民力量：得18席，當選率為90%，當選率為各政團之冠。
- 匯賢智庫：得2席，當選率為50%（後因陳岳鵬辭去民選議席減至一席）。
- 新論壇：得7席，當選率為63.6%。

泛民區選聯盟
- 民主黨：議席由95席減至59席，當選率由79%減少至55%（其後減至56席至前線合併止）。
- 公民黨：得8席，當選率為19%（其後加至9席）。
- 社民連：得6席，當選率為20%。
- 民協：民協今屆只得17席，當選率為44.7%，比上一屆25席少8席。
- 前線：得3席，當選率為20%。
- 職工盟：沒有取得議席。
- 街工：得4席，當選率為80%。
- 民主陣線：得2席，當選率為15.3%

沒有參加泛民協調的民主派
- 香港南溪行：沒有取得議席。
- 南方民主同盟：沒有取得議席。
- 中國工黨：沒有取得議席。

其他
- 無申報／獨立／無黨派：得160席。
- 十位有立法會議員身份的區議員，除譚香文以外皆成功連任。

## 選後統計
- 投票人數：1,148,815
- 投票率：38.83%
- 最高投票率地區及其投票率：離島（44.73%）
- 最低投票率地區及其投票率：灣仔（30.63%）
- 競爭最激烈選區：E16 尖沙咀東（共有7人競逐）
- 最高得票者（票王）：H20 瓊富 1 胡志偉（民主黨）4370票
- 最高女得票者（票后）：J12 曉麗 1 蘇麗珍 3257票
- 最低得票當選者：T04 東涌北 5 林有嫺（公民黨）554票
- 最低得票者：N01  聯和墟 1 余國偉（獨立）14票
- 最高得票率當選者：E06  旺角西 2 許德亮（獨立）95%
- 最低得票率當選者：S17 葵盛西邨 2 梁玉鳯（獨立（公民黨黨員））31%
- 成功連任者：181人
- 年齡最大當選者：J11 秀茂坪北 1 伍兆祥（獨立）72歲
- 年齡最小當選者：C01 太古城西 1 趙家賢（民主黨）22歲
- 以最小得票差勝出選區：Q23 廣明 當選人2.柯耀林（1,130票）與得票第二的1.舒孝傑（1,125票）僅差5票，而與得票第三的4.林仲科（1,101票）亦僅差29票
- 得票少於5%而被沒收選舉按金者：43人

## 選區焦點

### 中西區
- 觀龍選區（A07）

上屆在本區以64票落敗的民主建港協進聯盟副主席、曾在本區擔任議員逾10年的葉國謙，再次上陣參選，並聲言「在哪裡跌倒，便要在哪裡站起」；而上屆險勝的前立法會議員何秀蘭，今屆將保留實力角逐2008年香港立法會選舉議席，不尋求連任。本土行動成員兼《大嶼報》創辦人何來及另一獨立人士，亦於本區參選。最後葉國謙以八成半的得票率高票勝出。
- 山頂選區（A04）

由自由黨林文傑、公民黨陳淑莊及獨立人士梁永安競逐以高收入人士為主的山頂選區。地鐵行政總裁周松崗以個人身份支持陳淑莊，引起自由黨主席田北俊不滿。田北俊清楚表示他被周松崗的不友善舉動而感到氣憤，特別是自由黨一直以來對地鐵都很支持和表現忠誠。田北俊更表示地鐵在將來區議會有關地鐵的事宜上，可能會受到更多自由黨區議員的異議。後來周松崗對事件致歉，而田北俊表示接受。其後田北俊卻受到公眾的批評，之後向周松崗和公眾作出衷心道歉，收回言論，並解釋是緊張選情所致。最後陳淑莊以接近48%的得票率勝出，而田北俊則承認失言對選情有負面影響，公民黨則表示這代表工商界未必不支持民主派，而中上環三選區（即A01中環、A12上環及A13東華）則繼續由三劍客（阮品強、甘乃威和何俊麒）連任。

### 南區
- 香港仔區（D01）

候選人黃靈新及其現任南區區議員父親黃文傑，疑捲入傷人案被警方邀請調查。黃靈新在拉票時，遭四人舉橫額聲討及派追債傳單，其間四人突被三十多名疑有黑幫背景惡漢圍毆。黃靈新最終以七成半得票率當選。
- 薄扶林選區（D11）

由前保安局局長的葉劉淑儀成立的智庫組織匯賢智庫，亦躍躍欲試本屆區議會選戰。匯賢智庫的政策研究員陳岳鵬，以獨立身份參選薄扶林選區。而報稱職業是「管理層」的潘建明同時報名參選本區。陳岳鵬最後勝出。其後陳岳鵬於2010年加入政府，被行政長官曾蔭權招攬為特別助理，辭去區議員職位。
- 石漁選區（D14）

這個選區是今屆少數由兩名現任區議員爭奪的選區。隨著將拆卸的黃竹坑邨的居民大多搬到剛重建成的石排灣邨，使有關的選區重新劃分，上屆的「香漁選區」改為今屆的「石漁選區」。除了「香漁選區」的現任自由黨區議員石國強爭取連任外，「黃竹坑選區」的現任獨立區議員馬月霞也「空降」該區服務原黃竹坑邨居民。而另一名獨立人士余少甫也報名參選該區。最後馬月霞以超過六成票擊敗另外兩人。

### 油尖旺區
- 富榮選區（E05）

從回歸後第一屆區議會開始，富榮的議席由民主黨的立法會議員涂謹申擔任，但民建聯的鍾港武繼續在區內服務，而且屢敗屢戰。在今屆，任內受負面新聞影響的涂謹申，以專注立法會工作為由，宣佈放棄競逐連任，改推出任議員助理近九年的支聯會常委黎麗霞以民主派代表參選，而鍾港武則繼續得到民建聯的提名出選。最終鍾港武以超過七成選票當選。
- 佐敦東選區（E03）

本區今屆選舉激烈，超過三個月沒有出席區議會會議的現任議員劉志榮（民主建港協進聯盟），將會接受身兼中國工黨區議會選舉大腦的南方民主同盟主席龍緯汶，前民主建港協進聯盟成員李景華，遠道由北區而來的李漢強（香港民主民生協進會）及與葉國忠有私怨的林依麗等人的挑戰，最後由劉志榮勝出。唯劉志榮最終於2008年因病逝世，造成議席出缺。
- 油麻地選區（E04）

現任議員吳寶珊（香港民主民生協進會）將再接受歡喜冤家楊子熙（民主建港協進聯盟）的挑戰，再加上托派領袖樓國華的兒子樓寶慶（64歲，中國工黨／南方民主同盟）加入戰團，令這個選區加添變數，最後由楊子熙勝出。
- 尖沙咀東選區（E16）

尖沙咀東是這次選舉中最多人競爭的一個選舉，共有七人混戰。結果以民建聯候選人關秀玲勝出。而該黨在油尖旺區派出的七名候選人，亦全部報捷。
- 旺角西選區（E06）

旺角西一向是民建聯油尖旺第八人歐陽儉文悉心經營的地區。2007年開始，當區區議員許德亮突然棄用民協及泛民區選聯盟標誌。截止報名參選前，歐陽儉文突然失踪。許德亮眼見自動連任之際，梁茂彬突然殺出，許德亮無奈應戰，最後許德亮以大比數勝出。

### 深水埗區
- 南昌北選區（F03）

由於西九龍填海區及歌和老街近筆架山地區人口增加，原南昌、九龍仔(大坑東及大坑西)、白田及石硤尾區需要重劃以騰出議席予西九龍填海區近荔枝角範圍。當中於本選區出現泛民互鬥的情況，上屆深水埗區區議會副主席，民協的梁欐，需由南昌東選區轉到本區參選，與本區區議員親台灣民主陣線的梁漢華一同競逐，而民建聯則派出28歲的鄭泳舜參選。三人爭持激烈，結果鄭泳舜以912票多於梁欐的898票奪得議席，而梁漢華得到624票，連任失敗。
- 麗閣選區（F09）

現任立法會議員、當區區議員，民協的馮檢基僅以85票之微得以連任。（其他本區民主派連任者為官世亮、王德全、譚國僑、王桂雲、梁有方、黎慧蘭、覃德誠、莊志達、甄啟榮、吳美和衞煥南）。

### 九龍城區
- 馬頭圍選區（G01）

此區是九龍城區內少數連續兩屆區選均只有同樣兩名候選人參選的選區。民協的莫嘉嫻繼續對著民建聯的梁定濤，上屆莫氏以2573票大勝梁氏的1027票，但梁氏四年來從未放棄，繼續遇強愈強，苦心經營，落區率更比莫氏為高；而莫氏亦從未鬆懈，其盡責及親民亦繼續贏得不少屋村居民支持。最終莫氏險勝梁氏二百多票（1943對1720），但投票人數與上屆相若，可見不少票數已從莫氏手中流往梁氏，梁氏可謂雖敗猶榮。
- 樂民選區（G04）

上屆基於七一效應，民主黨空降的新人區嘉誠以99票之微擊敗樂民新村之“地膽”港進聯鄧寶匡。鄧氏雖不再參選，但為一圖雪恥，一直培育新人楊永傑準備出戰，配上強大的居民支持，對憾已退黨以獨立身份出選的區氏，最終穩胜對方四百多票，收復建制派於此區的失地。
- 常樂選區（G05）

此區同樣是“七一效應”還原的好例子。上屆因著七一效應，紮根地區多年的港進聯中堅分子王紹爾也終不敵於同區部署數年的職工盟蔡麗玲。今屆民建聯派出新人陸勁光出選，以專業年輕形象為賣點。蔡氏雖然數年來也為該區作了不少貢獻，但卻意外地比對方拋離四百多票勝出，相信是憑著其鮮明形象及村內固有的建制派勢力致勝。至於第三位候選人陳燕玲的票數則與其餘兩位候選人相差大段距離。
- 龍城選區（G10）

此區亦是建制派於2003年區議會選舉後重整旗鼓的好例子。上屆此區有四位候選人，當中兩名新秀民協的李健勤及民建聯的吳寶強鬥得難分難解，最後李氏以46票險勝吳氏。吳氏於四年間，留於本區經營，期望勝出今次選舉。加上該區前任議員、曾為吳氏對手的李卓藩也表態支持，令吳氏盡得上屆李氏和其本身的支持者。結果吳氏最後以千多票壓倒性擊敗李氏，成功復仇。至於第三位候選人林德民則只有25票。
- 黃埔東選區（G16）

民主黨的陳家偉，以484票之差輸給城大法律學者梁美芬，連任失敗。被視為梁美芬2008年參選立法會選舉的第一步，而陳家偉其後因訪談事件，退出政壇。
- 紅磡選區（G19）

此區多年來一向是民建聯議員葉志堅擔任近二十年。今屆葉氏鑑於年事已高，派出跟隨他多年的“徒弟”王永祥參選。至於上屆挑戰失敗的民協任國棟，經過四年來努力建立地區基礎，並逐漸贏得街坊的口碑。任氏縱使於選戰後期受到“淫國賊”短片醜聞影響，仍能於最後以三百多票擊敗王氏及另一候選人李錦泉，為泛民主派是次少數留區挑戰成功的例子。
- 愛俊選區（G22）

上屆本區乃自由黨“地膽”蔣世昌和建制派支持的年青新秀左匯雄之爭，最後左氏僅以48票之微飲恨，落敗於蔣氏。左氏一如不少落敗的建制派候選人，四年內謹守該區，努力耕耘。而有傳蔣氏數年來因屋苑管理問題與俊民苑的業主立案法團鬧不和，今屆雖仍獲不少愛民村居民固有的支持，但最終仍不敵左氏，以近三百票落敗。至於公民黨是次於本區派出的陳友昌則只獲六百多票，結果自由黨袛有原區局議員陶錫源可順利連任，而陳特楚卻要為失利向田北俊辭去選舉委員會主席職務。

### 黃大仙區
- 竹園北選區（H15）

香港民主同盟（「民主黨」的前身）創會會員陶君行於1991年參選竹園選區當選後一直連任至今，他曾是民主黨、前線成員，社會民主連線成立後，他加入成為秘書長。他今次遇上了前東區區議員梁安琪。梁安琪原為民主黨人，後轉到自由黨，再退黨為無黨籍，她曾於1999年當選東區欣怡選區區議員，於2003年由男友曾航生參選欣藍選區，她轉戰到沙田區議會新港城選區，兩者皆敗北，她近年為大公報的政治評論員，故被視為親建制人士。梁安琪在香港電台舉辦的電視辯論節目中，以其激進及具攻擊性的言論引起網民的關注。最後陶君行成功第五度連任。
- 龍星選區（H06）

上屆尋求連任失敗的獨立人士蔡六乘，挑戰原任區議員的公民黨立法會議員譚香文及獨立的盧海鵬（31歲），希望重返區議會。在選舉當日晚上，公民黨主席梁家傑在禁止拉票區出現，蔡六乘的助選團指責梁家傑及譚香文違規，高叫「厚顏無恥，知法犯法」，並在票站發生激烈爭執。梁家傑則辯解他身上並無宣傳物，依例不算宣傳及沒有違法。公民黨則考慮因有關爭執阻礙選民進入票站投票，要求推翻選舉結果。

### 觀塘區
- 坪石選區（J05）

民建聯立法會議員陳鑑林上屆以25票之差，力壓由前線提名，曾於1994年-1999年期間出任本區議員的坪石邨居民林森成，當選本區議員。本屆兩人都不再角逐本區議席。民建聯方面由具有博士學歷的陳百里代替陳鑑林出選，泛民主派中前線原欲推派林森成妻子李少玲、社會民主連線有意推派大學生參選，最後終協調由公民黨梁家傑議員助理、前香港專上學生聯會常委會主席，年僅廿四歲的余冠威出戰，而本屆不再參選的林森成，已表態支持余冠威，並陪同余冠威登記參選。同時，本區亦出現第三位及第四位候選人，報稱為物業管理主任的劉永達以及張偉鴻。選舉結果，陳百里成功當選，以2647票高票打敗余冠威的1386票，劉永達的114票，張偉鴻的60票。
- 順天選區（J07）

在上屆，由於選區合併，由民主黨的何偉途對上民建聯的郭必錚。由於郭必錚早年曾打敗民主黨李華明，李華明支持何偉途出戰，被視為李華明的復仇之戰。結果何偉途以3,052對2,524打敗了郭必錚。後來在2004年立法會選舉中，身為民主黨候選名單參選人之一的何偉途在內地召妓被拘留的風波後，何偉途退出民主黨，在今屆以無黨籍身份競選連任，而郭必錚則再次披掛上陣，演變成無黨籍的何偉途對上民建聯的郭必錚一戰。選舉結果，郭必錚復仇成功，以3,357票打敗何偉途的2,715票。
- 興田選區（J14）、藍田選區（J15）、平田選區（J17）

原本藍田有五個區議會選區，分別是藍田、德田、平田、興田、廣德。前四個是由民主派佔據，廣德選區由民建聯柯創盛於2003年高票當選。但隨著油塘地區開發，選委會把其中一席劃去油塘，故藍田只有四個選區，興田選區以興田邨及康華苑為基礎，加入了德田邨的德敬，德禮，德瑞三座樓宇。原區議員黃華舜加入公民黨，並轉戰西貢環保區，在他的任內由他出任顧問的興田邨業主立案法團鬧出很大醜聞。今次，原德田選區區議員，民主黨籍的德田業主立案法團主席陳汶堅在興田選區出戰，對民建聯的孫鴻華。選舉結果，陳汶堅2,096對1,822險勝。
而在上屆藍田選區，民建聯立法會議員陳鑑林的弟子，尋求連任的區議員陳德明，被民主派的社工余秀珍打敗，在今屆，余秀珍尋求連任，但地方政績平平，民建聯提名工聯會幹事簡銘東，加上無黨派的陳奕華。選舉結果，民建聯收回失地，簡銘東以1,695打敗余秀珍的1,317票及陳奕華的443票。
另一方面在平田選區，上屆民主派的陳昌對上親建制的教師姚柏良及民主派議員辦事處貪污幹事鄧志明，結果由陳昌勝出。姚柏良曾任新青年論壇副召集人，陳昌則加入了社會民主連線，於今屆尋求連任，姚柏良則再次參選。加上一個無黨派的何麗芳。結果姚柏良終於打敗了陳昌，以2,622票大比數打敗了陳昌的1,113票及何麗芳的124票。社民連失去了一個現有議席。

### 荃灣區
- 德華選區（K01）

在該區連任多次的民主黨鄺國全面對荃灣商會推舉的汽車公司董事羅少傑的挑戰。由於羅少傑早年曾替鄺氏助選，了解選舉手法，二人競爭激烈，結果以1048對1024的票數擊敗鄺國全。
- 海濱選區（K03）

現任的鄒秉恬成功擊敗社民連的羅家麒，成為荃灣區議會內一名碩果僅存之原區局議員。
- 福來選區（K05）

福來選區自回歸後，一直由民主黨的趙葭甫執政，趙葭甫不同於一般區議員，自己經常到福來邨「巡區」，無論早上八時多還是下午。街坊發生事情，他總是可以立即趕到現場，例如報載福來邨某商戶被食環署針對，食環署企圖執法時，該商戶向趙葭甫求助，趙葭甫不到一會兒就趕到現場調停。而建制派的據點是設立在福來邨的工聯會譚耀宗議員辦事處，是次派出工聯會的地區幹事岑卓霖出戰。選舉結果，趙葭甫以1777票對1444票擊敗岑卓霖。
- 荃威選區（K08）

荃威選區現有四名候選人背後得到陳偉業支持的李大貴、何德光及2006年落敗於中西區正街補選的袁方華參選，現任自由黨區議員楊福琪亦於提名後期加入選舉，成為另一個荃灣四人爭選的選區。公民黨原計劃派出莫子傑參選，後轉戰石圍角。楊福琪結果以大比數連任。
- 麗興選區（K10）

社民聯的立法會議員、當區區議員陳偉業連任。
- 荃灣郊區西選區（K11）

荃灣郊區西選區在荃灣區中最為激烈，共有四名候選人參選，包括獲社民連大老陳偉業支持的現任區議員蔡成火尋求連任。在上屆，蔡成火因沒有其他對手參選而自動當選。在今屆，蔡成火仍以獨立人士參選，原為社民連成員的蔡成火因最終退出，引致同一屋苑的法團法律顧問，由荃灣郊區東的陳偉明支持的黎國光參選、而同時自由黨的施杰及來自馬灣的獨立人士曾文典亦參選角逐。結果蔡成火當選連任。
- 梨木樹西選區（K15）

梨木樹西選區共有三名候選人參選，現任公民黨區議員黃家華尋求連任。今屆同是泛民的社民連林超倫及親建制的王芝飛參選，而此區亦是泛民協調失敗的荃灣區選區。上屆，林超倫因為偏向建制派，例如他在2003年支持23條立法，被立法會議員陳偉業找來原是梨木樹東選區議員陳琬琛的助理黃家華，與林超倫對決，結果黃家華以不足300票擊敗林超倫。後來陳琬琛向陳偉業的宿敵民主黨李永達靠攏，加入民主黨，並與李合組名單參選立法會，而陳琬琛後來又因與民主黨間內部問題退出，並與黃家華一同加入公民黨，陳偉業則找來上屆被其出手擊敗的林超倫，回來意圖挑戰黃家華。黃毓民在其網台節目黃毓民頻道中表示，林超倫得到泛民協調出來的。結果，黃家華以大比數成功連任。
- 石圍角選區（K16）

石圍角選區的議席自八十年代起，一直是自由黨籍的律師楊福廣擔任，但在上屆在親建制的公屋聯會、新界社團聯會成員文裕明及立法會議員陳偉業所支持的劉維鳳三人大戰下，結果被文裕明所擊敗，石圍角的政治生態起了變化，在立法會選舉時，文裕明宣布支持民建聯譚耀宗名單，文裕明亦是工聯會的會員。在今屆，文裕明尋求連任，受到空降到石圍角的公民黨莫子傑的挑戰。由於石圍角屬於偏遠地區，基層市民較多，著重於區議員的服務，文裕明當選以後，事無大小也利用海報單張與市民直接溝通。而相反莫子傑無全在石圍角經營，反之只依靠象石的蔡子民支持。結果2638對842的大差，文裕明成功連任。
- 象石選區（K17）

象石選區由石圍角邨的一部及象山邨組成，範圍較廣。在2003年以前，稱為象山選區，1994年，民建聯的許昭輝打敗民主黨的蔡子民，1999年，蔡子民反擊了許昭輝成功當選，2003年，再度擊敗了許昭輝順利連任。以後，民建聯派出從葵青支部調來，上屆於葵青荔華選區挑戰民主黨李永達失敗的民建聯高級助理統籌主任陳振中服務及參選，挑戰現任的蔡子民，同時無黨籍、有鄉事背景的退休公務員廖志強也參選。陳振中在許昭輝的支持下經營象石區，而民建聯主席譚耀宗的立法會議員辦事處則設立在石圍角邨，形成陳振中的支援，結果蔡子民以1565對1463，以一百多票險勝陳振中。唯選後政府委任許昭輝為委任區議員，為來屆三人會否於本選區參選增添未知數。

### 北區
- 欣盛選區（N06）

上屆選舉民建聯劉國勳因受七一效應影響而被自稱獨立民主派的劉德昌擊敗當選（1930：2210）。然而，劉國勳亦繼續堅持欣盛區的地區工作，成為民建聯該帶（欣盛苑、雍盛苑、昌盛苑）的社區助理。今屆選舉同樣都是兩位候選人的角力，但由於民建聯不再受七一效應的困擾，加上民建聯龐大資源下的地區工作支援劉國勳。結果劉國勳以4159的新界區最高票壓過劉德昌的1239票當選。
- 御太選區（N09）、彩園選區（N10）、石湖墟選區（N11）

上屆選舉N09區為彩旭太選區，由民主黨現任區議員的周錦紹擊敗民建聯的邱美光成功連任。而N10彩園選區則是民主黨立法會議員黃成智及民建聯現任區議員蘇西智之爭，結果蘇以100票之差（1986:1886）成功連任。今屆選舉彩旭太選區被分拆，彩埔苑被併入彩園選區，旭埔苑被併入石湖墟選區，太平邨則與附近新落成的居住群組成御太選區。
由於石湖墟選區區議員陳興福不再尋求連任，御太、彩園、石湖墟這三個選區本屆再次成為民主黨及民建聯在北區的重要選區。民主黨派出現任區議員周錦紹在一直服務的御太選區尋求連任，另外派出上屆挑戰蘇西智失敗的黃成智爭奪石湖墟選區。而彩園選區則由周錦紹的助理洪銘倫出戰。而民建聯方面，蘇西智將繼續在彩園選區角逐連任，藍偉良及王潤強則分別代表該黨在御太選區和石湖墟選區出戰。另外，香港公民協會的湯淇曉將會出選御太選區，獨立的廖錦昌則出選石湖墟選區。選舉結果御太、彩園由民建聯奪得，而黃成智則成功當選石湖墟區議員，重返議會。

### 西貢區
- 將軍澳北分區-康景選區（Q13）、翠林選區（Q14）、景林選區（Q18）

在西貢區競爭最激烈（共有5人參選）的康景選區，民主黨的林少忠獲1652票勝出當區原任區議員，即公民力量（以獨立候選人名義參選）的羅祥國獲1032票。
而鄰近的翠林和景林選區，兩位原民主黨區議員均告連任失敗。已服務翠林選區三屆的民主黨（今屆以民主動力名義參選）石志強以1355票之差（1717：3072），慘敗於上屆才空降翠林選區的公民力量譚領律，其得票更較上一屆暴跌一千多票，相反譚領律得票較上一屆急升一千多票。而林咏然於景林選區以1997票落敗於民建聯祁麗媚的2593票。
- 廣明選區（Q23）

這個選區是全港勝負差距最接近的選區，前線現任區議員柯耀林獲1130票，成功連任，但比第二位的舒孝傑只多出5票，比第三位的林仲科也只多出29票。

### 大埔區
有三位立法會議員參與本區的區議會選舉，是十八區中最多。
- 大埔墟選區（P01）

民建聯立法會議員李國英為本區議員，公民黨以今屆區議會選舉作為試金石，派出有十多年議會助理及傳媒經驗的黨中央政策總幹事曾國豐在本區參選，以在地人的資態挑戰李國英，結果李國英以159票之微，擊敗公民黨的曾國豐，成功連任。
- 大埔中選區（P02）

民主黨立法會議員、當區區議員鄭家富，以不足300票的優勢勝過挑戰者陳碩邦（1503：1207），當選連任。
- 頌汀選區（P03）

民建聯譚榮勳以1703票，擊敗得1510票的民主黨李宛蓉，和141票的自由黨蔡錦光，成功當選，成為大埔區議會中最年青的區議員。
- 寶雅選區（P14）

民建聯立法會議員黃容根以2516票，擊敗得563票的自由黨王仰德，再度連任。

### 沙田區
總括而言，以本區為根據地的公民力量大勝（15席），維持主導地位。當中除新田圍選區的唐學良被民主黨前區局議員程張迎打敗外，其他在沙田區參選的候選人均能擊敗對手當選。當選率為93.75%，為全港政團之冠。
而民建聯在沙田區當選數字由上屆的兩席，增至今屆的8席，而3位上屆輸給泛民主派的前任區議員，分別為大圍選區的袁貴才、耀安選區的黃戊娣和鞍泰選區的楊祥利，今屆均反擊成功當選。
本區最激烈的選區可謂沙田市中心（R01），民建聯的江活潮得1555票，以僅40票微敗給取得1595票、屬泛民的衞慶祥。
- 火炭選區（R21）

2003年的七一遊行主辦機構民間人權陣線負責人蔡耀昌，於2003年空降本選區，成功取代涉及行賄事件的廖韻兒。而新世紀論壇的龐愛蘭以空降挑戰者的身份，期望以其專業形象(藥劑師及理財顧問)及高知名度爭取當區中產選票。結果龐愛蘭以184票之差(1346:1160)，擊敗蔡耀昌當選。 而另一候選人黃美顏則得到216票。
- 頌安選區（R22）及錦濤選區（R23）

頌安及錦濤選區1999年開始成立，當時名稱為錦豐選區，當時民建聯的年輕新秀陳克勤擊敗民主黨的何淑萍當選，2003年，錦豐選區分拆成為頌安選區和錦濤選區，民主黨分別派出方鎮邦和何淑萍，擊敗了民建聯的劉江華和陳克勤當選，之後方鎮邦因為桃色事件，2006年曾經一度失蹤，2007年7月更被廉政公署拘捕及起訴，相反陳克勤在2006年獲得曾蔭權委任為香港特別行政區行政長官辦公室特別助理，而劉江華亦於2005年獲選為民建聯的副主席。今屆的頌安選區，民建聯派出於2001年獲得香港十大傑出青年、剛當選民建聯中央委員的葛珮帆，與民主黨的新人勞潤明對壘，葛珮帆成功奪回這個席位，而於錦濤選區，民建聯派出新人楊文銳挑戰現任的何淑萍，結果以350票之差擊敗何淑萍成功當選。
- 錦英選區（R28）

錦英選區在2006年或之前區議員為前綫的黃國雄，在2003年區議會選舉，黃國雄以大比數擊敗了民建聯的曾憲緯，於2006年，黃國雄因為貪污罪成，需要舉行補選，日期為2007年3月11日，當時前綫派出王學今出戰，還有其他候選人包括自由黨的黃順來，民主黨的陳銘雄和獨立但議會經驗豐富的湯寶珍，湯寶珍由1991年起，每次參與區議會選舉均未嘗一敗，雖然她在2003年的議會選舉並沒有尋求連任，但是此次補選湯寶珍仍以高票勝出。今屆湯寶珍尋求連任，王學今再次在此區出選挑戰，惟未能成功。
- 耀安選區（R29）

耀安邨在2003年前，區議員為民建聯的黃戊娣，於2003年區議會選舉，由於被當時七一遊行和政府分拆選區（2003年政府將部份原本屬耀安選區的地方，劃入頌安選區）影響，黃戊娣被前綫的新人丁仕元擊敗，但是之後區內有傳丁士元的聲譽不及對手，在今屆，丁仕元尋求連任，而黃戊娣亦在此區出選挑戰，一舉成功。

### 葵青區
- 葵涌邨選區（S05）

葵涌邨經重建後，有大量外來居民遷入該區。經重新劃界後，原有的葵涌邨（原選區春葵、秋葵、夏葵及茵葵樓均劃至葵興選區，高盛臺則劃至葵盛西邨選區）大部劃到別的選區，而經重建的後新邨則劃為葵涌邨選區，同時原區議員周立仁屢次缺席區議會，早已宣佈退出政壇，故成為兵家必爭之地。民主黨原由張耀森經營葵涌區，後張耀森因辦公室政治而退出民主黨，故改由葵涌總幹事林立志經營。而街坊工友服務處社區事務部召集人黃潤達都被派到該區服務，民主黨及街工均在葵涌邨內開設議員辦事處，民建聯則排除原本在葵涌邨選區服務的支部委員陳志光（上屆他參選葵涌邨選區被打敗），改由葵青支部主席歐陽寶珍在此區出戰，歐陽寶珍曾於1999年在安蔭選區出選，可惜最後被擊敗。至於易將的原因，可能是歐陽寶珍見林立志、黃潤達互不相讓下，欲以收漁人之利。林立志、歐陽寶珍亦相繼登記參選。至於黃潤達，則於10月11日登記參選。在三人混戰下，結果黃潤達憑著其的用心服務下，替街工多取一席，以1410票打敗歐陽寶珍的821票及林立志的734票。
- 安蔭選區（S07）

94年起當選區議員的街工梁永權。在99年及03年面對民建聯候選人的挑戰，但亦當選連任，在99年，他的對手歐陽寶珍以2642對2494票被打敗，03年他又以3290對1232擊敗了民建聯的候選人譚漢新連任，他更當選葵青區議會副主席。在今次他要面對的是以工聯會為主要核心，並得民建聯提名的教師梁子穎。但現在梁永權儘管以街工名義出選，但他多了一個身份，那就是社民連的行政委員會常務委員。梁子穎由於是教師，形象清新，而且又找來一批年青人，尤其是中學學生助選，而建制派亦全力動員，結果梁子穎終於以2929票打敗梁永權的2014票。
- 新石籬選區（S08）

自94年起就在本區出任的黎少棠，一直在區內以民主派出現，直至1999年退出民主黨後，仍以獨立民主派身份參與1999年選舉並自動當選，唯在2003年選舉前，黎竟轉投自由黨，並由自由黨提名參選，引起社區嘩然。本區本為民主派票倉，前民主黨主席、立法會議員李永達自1985年起在本區出任議員，直至1991年石籬邨分拆選區止，而本區的「石籬一邨室內羽毛球場」投票站亦為歷年來李永達在新界西立法會選舉中得票最多之票站，故黎少棠在1994年被民主黨提名，但不被看好情況下依然當選。2003年選舉，因為在黎少棠突然轉投建制陣營下，泛民主派無法派出候選人，結果黎以近3,000票擊敗民建聯的候選人蔡鳳生當選。民主黨早在上屆選舉結束後，即派出支聯會常委梁國華在本區服務，而黎少棠在2005年起，因為9H用地事件及石華樓天橋事件等，與本區居民所持意見相反，雖然黎在任已達14年，但勝出卻難以預料。選舉結果，得到民主黨支持的梁國華，順利取得民眾對民主黨的支持，以2,680票打敗黎少棠的2,445票，連同石籬選區的潰敗，自由黨失去了在葵涌的橋頭堡。
- 興芳選區（S15）

2003年選舉時，興芳選區包括葵芳邨的其中一部，在劃分選區時，葵芳邨獨立成葵芳選區，而興芳仍是一個狹長而大範圍的選區，絕大部份以私樓為主，民主黨的現任區議員吳劍昇在上屆以1350票對民建聯的張彼得915票勝出，因張彼得的「電視劇臨時演員」（張本業為電視臨時演員，常在電視劇及教育電視飾演無名小角）及「維園阿伯」（同時亦常出現在香港電台電視節目《城市論壇》發表偏激的親北京言論）的形象太深入民心，故在今屆，民建聯推出同黨盛康區議員梁偉文的女兒，年輕且具有碩士生資格的新界青年聯會副主席梁嘉銘出戰。其父同時亦在盛康選區爭取連任。而在民建聯刻意安排下，盛傳將會在葵盛西邨選區參選，而從無在此區服務的前葵盛西區議員陸景城突於提名期最後一日參選此區，以分薄吳劍昇的票源，可見民建聯「拆劍」之心切，令此區選情添上不明朗因素。選舉結果，吳劍昇以1,716打敗了梁嘉銘的1451票及陸景城的106票。
- 葵盛西邨選區（S17）

自1985年在本區出任區議員陸景城，因為七一效應而被當時由荃灣選舉聯盟及泛民主派立法會議員李永達、陳偉業等支持的劉偉傑打敗後，葵盛西邨的政治板塊出現戲劇性轉變。劉偉傑在當選後轉投親建制的自由黨，而在葵盛西邨具有一定影響力的葵盛東邨選區區議員梁廣昌，一改以往激進民主派形象，與親建制陣營達成協議，故使一直在葵盛東服務的民建聯葵青支部副主席賴芬芳轉往西邨參選，更令葵盛西邨的選情添上詭異色彩。截至10月11日止，本區共計有5名候選人，包括民主黨提名的葵盛總幹事林漢權、在葵盛地區長期經營的西葵涌社區服務處的梁玉鳳、民建聯及工聯會聯合提名的賴芬芳、由「陳偉業議員辦事處」提名的劉美谷及原劉偉傑助理的「長盛社區服務協會」黃雪梅。
依據泛民協調機制，泛民主派支持林漢權參選，由於劉美谷是得到陳偉業的支持，其競選海報亦與社民連的候選人類似（例如也是以玫瑰花（社民連黨徽）作背景），變相她成為社民連的候選人。所以被民主黨指社民連違反協調機制，民主黨考慮會撤回對社民連的支持同意書（即撤回對社民連候選人的支持）。社民連主席黃毓民在Myradio的黃毓民頻道中表示，民主派的候選人向他尋求支持，他也會簽署支持同意書，社民連執委會開會決議，不接納劉美谷加入社民連，並不支持她參選葵盛西邨選區。五人混戰的結果，在葵盛地區長期服務的梁玉鳳終於得償所願，以1,187票打敗賴芬芳的1,040票，林漢權的809票，黃雪梅的422票，劉美谷的390票。而在選後梁玉鳳亦改以泛民政黨公民黨黨員身份在社區活動，現為公民黨新界西支部副主席。
- 長康選區（S23）

該區上屆議員為曾任區局議員的丁衍華連任多屆，由80年代盛極一時的青衣關注組派出年輕高學歷的徐曉杰出戰。於選舉提名期將近結束，李永達派出社工張慧媚突襲，她更具有碩士學歷。選舉結果，徐曉杰以3,477票打敗了張慧媚的1,070票，成為當時葵青區最年青區議員及青衣票王。

### 離島區
- 逸東邨北選區（T02）

離島區的逸東邨是比較貧窮的屋邨，據稱邨內領取綜援的居民比例較高。由於逸東邨分為（一）、（二）兩邨，故在選區劃分時分為逸東邨北及逸東邨南。逸東邨北則以逸東（二）邨為基礎，在上屆敗給民建聯老廣成的民主黨郭平，今屆不在一邨與老廣成對決，轉到逸東（二）邨。但工聯會的鄧家彪亦已在逸東（二）邨開設辦事處，並於此區參選。鄧家彪以他的工作，得到了選民的支持，以1,510票打敗了郭平的1,317票。
- 逸東邨南選區（T03）

逸東邨南是以原有的逸東（一）邨為基礎，在2003年，民建聯的老廣成以1,959票打敗郭平的1,337票，在今屆老廣成尋求連任。反之公民黨李樹賢與社民連及程樂蓀支持的徐正權亦在該區出戰，形成民建聯對兩個民主派的混戰局面，亦是公民黨及社民連其中一個「撞區」的選區。選舉結果，老廣成以1,850票打敗李樹賢的887票，徐正權的133票。
- 東涌北選區（T04）

隨著東涌的發展，故政府把原有的兩個議席加為四個。而新設的東涌北選區則有不少中產階層居住。民建聯則推出資訊科技公司總監鄭天樂、公民黨推出事務律師林有嫺，同時社民連推出黃光義，自由黨的文家裕於10月10日登記參選。演變成兩個建制派對兩個民主派，另外再加一個無黨派的職業飛機師譚文豪。是離島區另一個公民黨社民連「撞區」的選區。五人混戰，最後由公民黨的林有嫺勝出，她以554票打敗鄭天樂的466票，譚文豪的441票，文家裕的69票，黃光義的50票。
- 東涌南選區（T05）

東涌南選區以富東邨及裕東苑為基礎，在上屆民建聯離島支部主席、離島區議會副主席周轉香對上獨立民主派地區人士安劍英，以及立法會議員陳偉業所支持的黃漢中。周轉香本身是鄉事派人士，雖然是親建制保守勢力，但亦關注社區民生，為爭取社區設施出力不少；安劍英則是富東邨的互助委員會主席，同時他長期經營「東涌網」網上社區論壇，得到區內不少年輕選民支持。選舉當日，儘管出現棄保效應，但結果在分票效應下，周轉香以1,667票對安劍英的1,358票而勝出，黃漢中僅得903票，在今屆，周轉香尋求連任，而安劍英則加入了公民黨繼續出戰。選舉結果，周轉香也是擊敗了安劍英，以1,985對1,527票勝出。

## 評論
是次選舉投票率為38.83%，較2003年選舉下降了約6個百份點，但由於整體選民基數大幅上升至295萬多，因此整體投票人數達114萬人，是歷年來最多人投票的一次。大部份評論員認同香港選舉文化愈趨成熟，愈來愈多香港市民願意以選舉投票作出抉擇。
至於12月2日的立會補選，多數評論指對泛民支持的陳方安生有正面影響。但由於區議員政治上是政黨在地區的樁腳，尤其今次不少第二梯隊人士落敗，對泛民2008年選舉的選情有負面影響。

## 與本次選舉有關的罪行
- 一名男子涉嫌向元朗區逸澤選區一名候選人索取利益為該候選人拉票被廉署拘捕。[14]
- 元朗十八鄉兩個選區一名候選人的助選團成員，兼元朗崇正新村村長古強華於11月15日在元朗遇襲受傷，警方拘捕一人。[15]

## 相關節目
- 《區議會選舉》11月18日08:00、10:00、17:00於翡翠台播出
- 《18區選舉直擊》11月18日08:30、09:30、10:30、14:30、15:30、16:30、22:30、11月19日04:15於本港台播出
- 港台節目《投票話你知》11月18日10:55於本港台播出，13:15於翡翠台播出

## 外部連結
- 2007年香港區議會選舉網頁